# Bill Nunn
Bill Nunn, född 20 oktober 1952 i Pittsburgh, Pennsylvania, död 24 september 2016 i Pittsburgh, Pennsylvania, var en amerikansk skådespelare.

## Filmografi i urval
- 1989 - Do the Right Thing
- 1990 - Mo' Better Blues
- 1991 - New Jack City
- 1991 - Fallet Henry
- 1992 - En värsting till syster
- 1993 - Laddat vapen
- 1994 - En kvinnas list
- 1995 - Candyman: Farewell to the Flesh
- 1997 - Och han älskade dem alla
- 2002 - Spider-Man
- 2004 - Spider-Man 2
- 2007 - Randy and the Mob